# Anthaxia salicis
Anthaxia salicis är en skalbaggsart som först beskrevs av Fabricius 1776.  Anthaxia salicis ingår i släktet Anthaxia och familjen praktbaggar. Arten har ej påträffats i Sverige. Inga underarter finns listade i Catalogue of Life.

## Bildgalleri

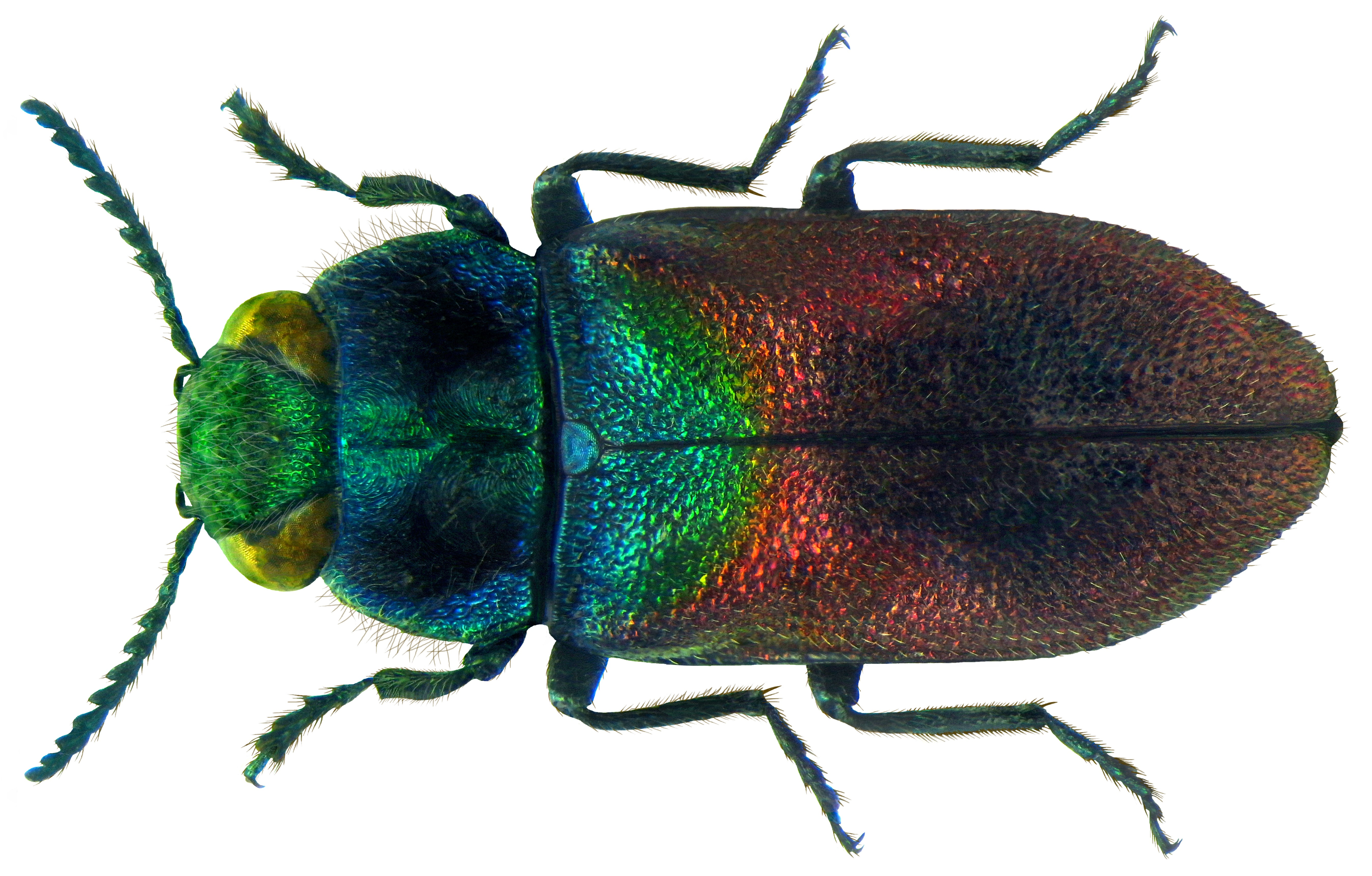
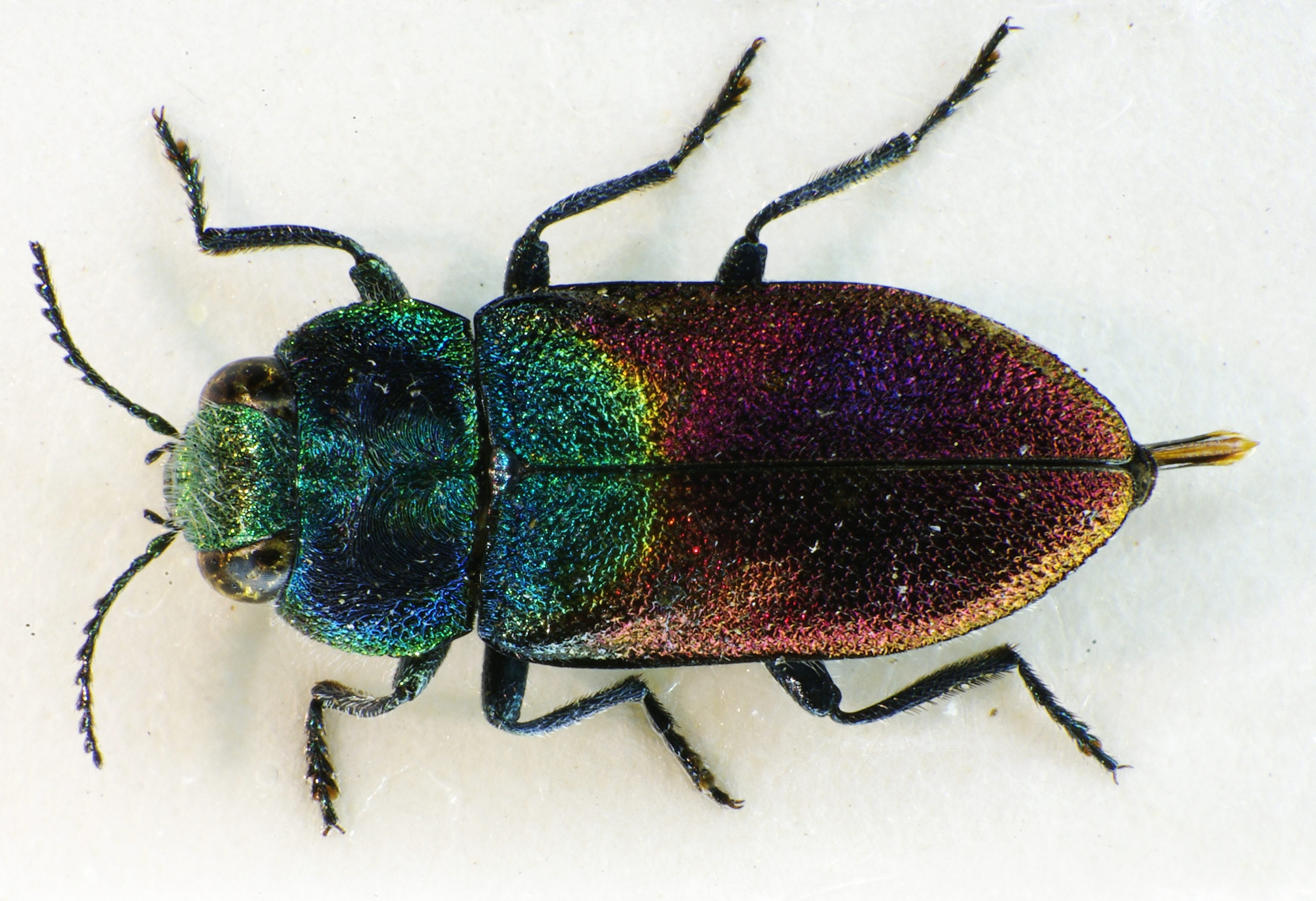
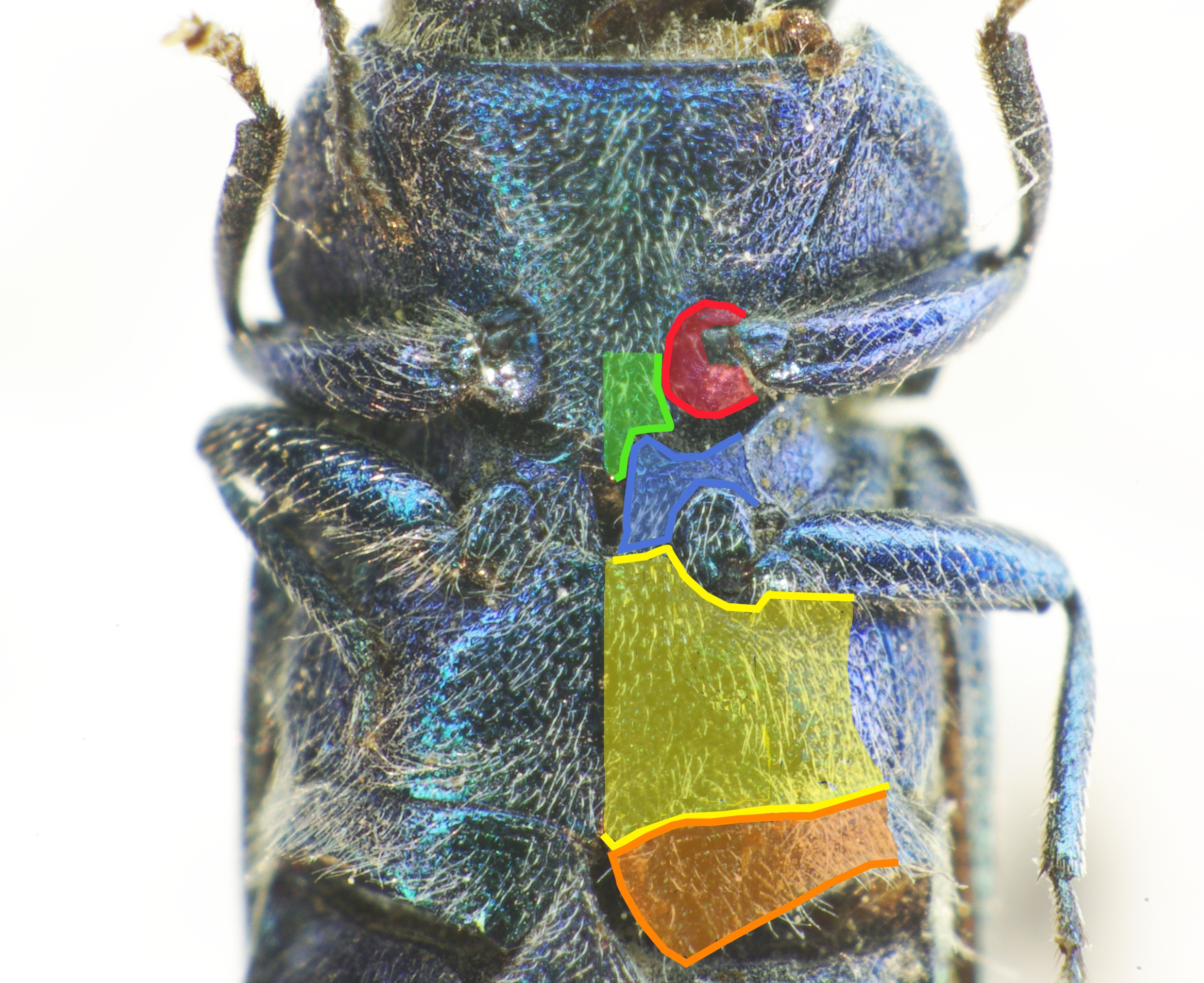
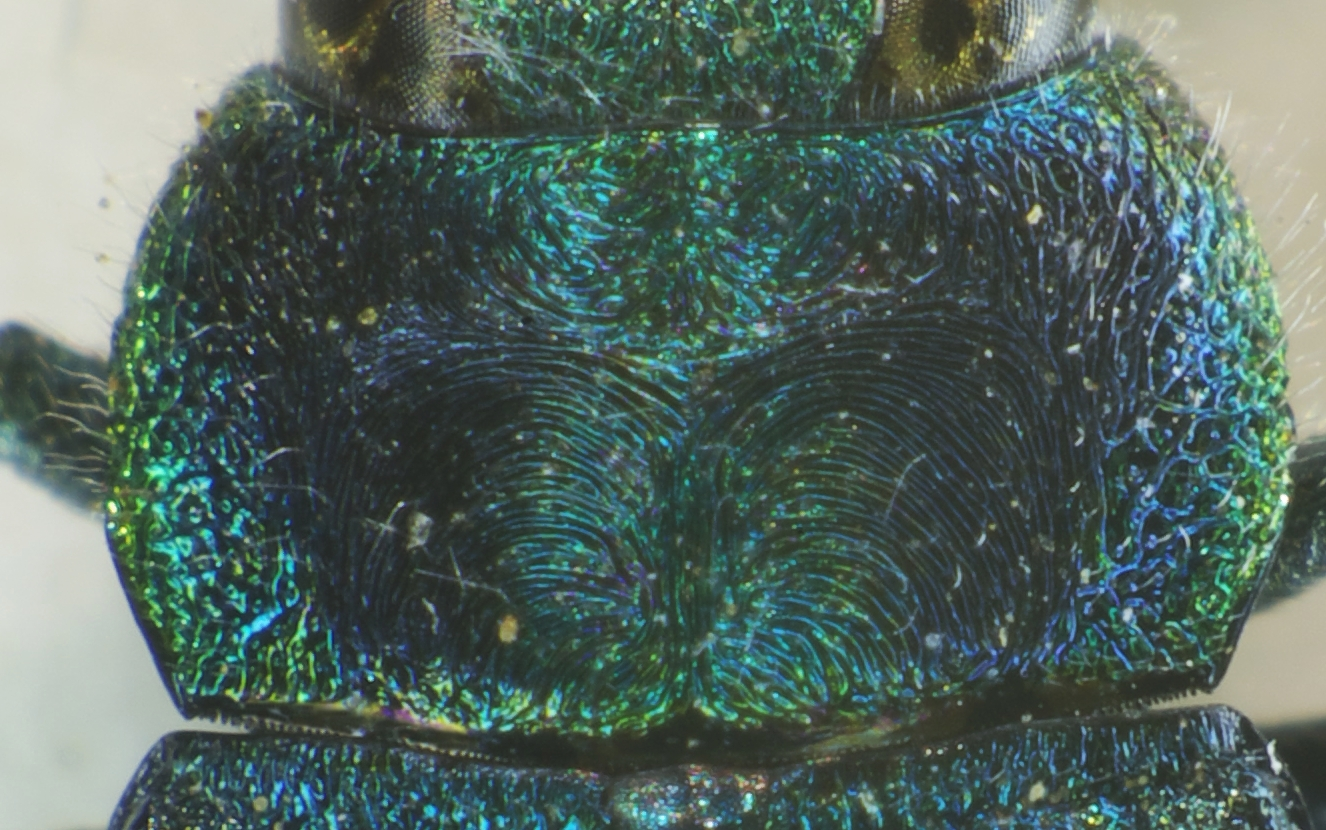
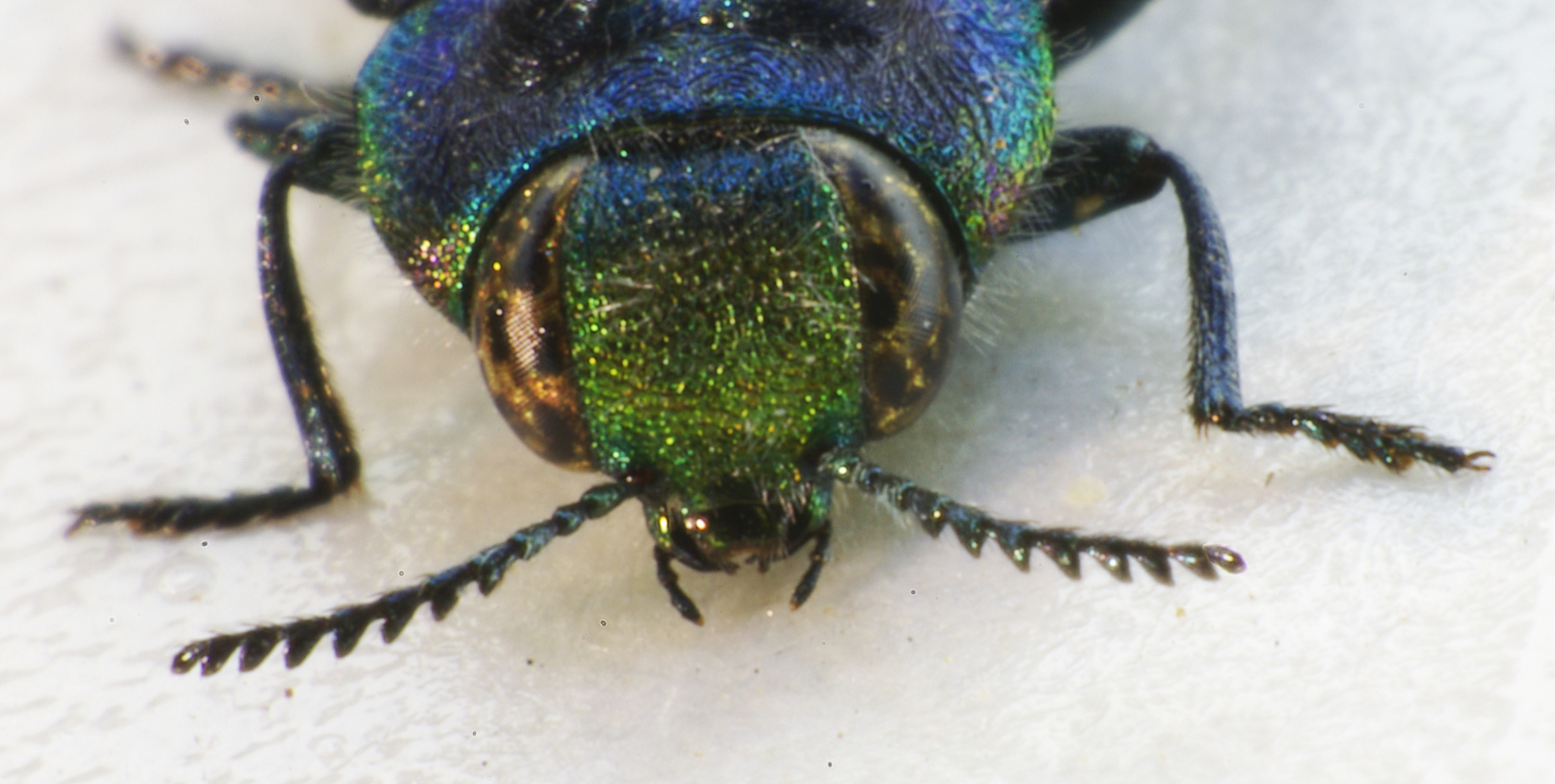
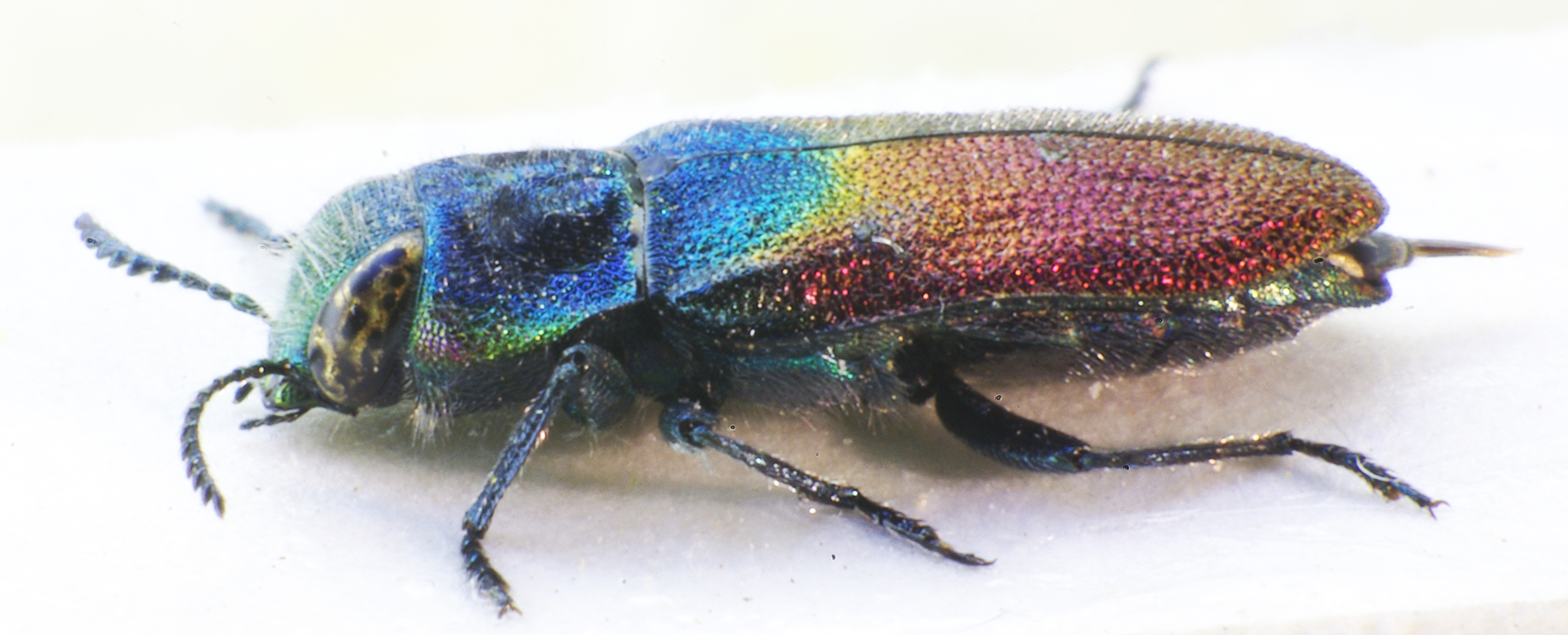